# Sint-Gertrudiskapel (Oedingen)
De Sint-Gertrudiskapel in het Duitse plaatsje Oedingen bij de stad Remagen is een rooms-katholieke kapel uit de 15e-16e eeuw. Tot de bouw van een nieuwe kerk in het jaar 1909 was de kapel de parochiekerk van Oedingen. De kapel ligt aan het einde van de Kapellenstraße en wordt deels ingesloten door het kerkhof. De kapel is een beschermd monument.

## Geschiedenis
De kapel is gewijd aan de heilige Gertrudis en werd voor het eerst genoemd in het jaar 1412. Sinds 1849 was de kerk de parochiekerk van Oedingen. In de jaren 20 van de twintigste eeuw werd de Sint-Gertrudiskapel gerenoveerd waarbij de westelijke voorhal van hout werd afgebroken. Rond 1960 vond een laatste renovatie plaats. Tijdens de restauratie werden er fresco's in het koor blootgelegd.

## Beschrijving
De kerk is een romaans gebouw met één beuk en heeft nog 13e-eeuwse bouwresten. De uit breuksteen opgetrokken kerk heeft een vierkante, gedrongen toren, een kort schip en een driezijdig gesloten koor. Ten noorden van het koor is een sacristie aangebouwd. Bij de bouw van de sacristie werd het dak verder naar beneden doorgetrokken en ontstond een halve gevel die deels bestaat uit vakwerk. De klokkentoren heeft een met leisteen bedekte torenspits.